# Iwan Iwanowitsch Kamtschaty
Iwan Iwanowitsch Kamtschaty, auch Kamtschatoi, (russisch Иван Иванович Камчатый (Камчатой); * im 17. Jahrhundert; † 1660 oder 1661) war ein russischer Forschungsreisender und Entdecker Kamtschatkas.

## Leben
Kamtschaty wurde 1649 Jenissei-Kosak des Sibirischen Kosakenheers. Sein Name war offenbar ursprünglich sein Spitzname entsprechend seinem Hemd aus Seiden-Damast, bekannt als Kamtschatoi-Tuch.
Kamtschaty gehörte 1652 zu Iwan Rebrows Kosaken-Kommando, das zu einem zweijährigen Einsatz an die Kolyma geschickt wurde. Aufgrund des ungünstigen Wetters mussten Teile des Kommandos mit Kamtschaty an der unteren Alaseja überwintern und erreichten erst Mitte 1653 den Ostrog Srednekolymsk. Einige Jahre war Kamtschaty im Zobel-Gewerbe tätig.
Im Sommer 1657 nahm Kamtschaty an der Fahrt Fjodor Alexejewitsch Tschukitschews auf dem Oberlauf des Kolyma-Nebenflusses Omolon teil. 1658 führte Kamtschaty eine kleine Gruppe durchs Gebirge zum Gischigabusen und Penschinabusen. Im nächsten Jahr suchte er an der Karaginski-Bucht (nicht weit vom heutigen Ossora) vergeblich nach Walross-Zähnen und -Knochen. In der Hoffnung, Fremde zu finden, die noch nicht Kronenzobel-steuerpflichtig waren, zog er weiter nach Süden. Dabei erfuhr er von einem großen Strom weiter im Süden. 1660 suchte Tschukitschew mit Kamtschaty und einem kleinen Kommando mit Genehmigung der Kolyma-Behörden nach diesem Strom. 1661 erfuhren die Russen an der Kolyma vom Tod der Tschukitschew-Kamtschaty-Expedition an einem der rechten Nebenflüsse des großen Stroms, der später den Namen Kamtschatka erhielt. Nach dem Strom wurde dann auch die Halbinsel benannt.